# Bitva v průsmyku Morgarten
Bitva v průsmyku Morgarten byla bitva mezi silami Habsburků (zejména Rakouského vévodství) a rodící se Švýcarské konfederace, která se odehrála 15. listopadu 1315 v horském průsmyku Morgarten ve středním Švýcarsku nedaleko jezera Ägerisee, na pomezí mezi dnešními kantony Zug a Schwyz.

Bitva skončila vítězstvím švýcarského odboje proti Habsburkům. Vojsko konfederace se skládalo ze tří tzv. lesních kantonů, jimiž byly Uri, Schwyz a Unterwalden.

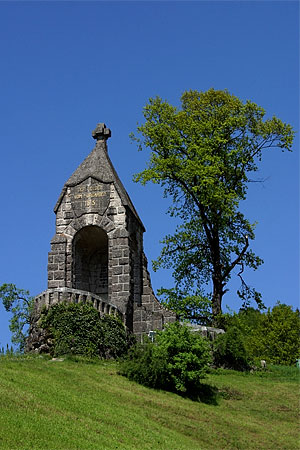
Památník bitvy

## Pozadí bitvy
Roku 1291 podepsaly tři švýcarské kantony samostatnost. Jednalo se o kantony Schwyz, Uri a Unterwalden. Smlouvou se osvobodily od Habsburků. Tento akt vedl k vyslání habsburských vojsk, která měla za úkol uklidnění situace.

## Bitva

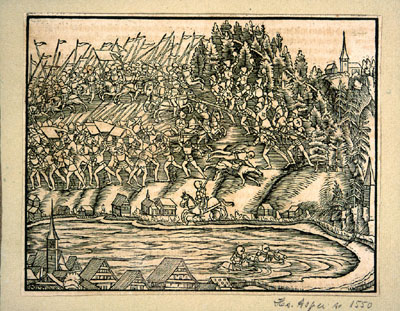
Ilustrace v kronice o bitvě u Morgartenu

I když habsburské oddíly táhly s jasnou přesilou, švýcarské se zatarasily v obtížném terénu, kde jízda Habsburků neměla šanci se uplatnit. Švýcarská vojska využila znalost terénu s bažinami a kopci a díky tomu zvítězila.